# Guigui (album de Michel Jonasz)
Albums de Michel Jonasz
Michel Jonasz
(1977) Les années 80 commencent
(1979)
Guigui est le quatrième album de Michel Jonasz sorti en 1978. L'album s'est vendu à 115 700 exemplaires en France.

## Titres
Toutes les chansons sont écrites et composées par Michel Jonasz.
| 1.    | My Woman is gone                               | 4:01 |
| 2.    | La Famille                                     | 3:30 |
| 3.    | Paty Paty                                      | 2:47 |
| 4.    | En v'la du slow en v'la                        | 2:46 |
| 5.    | Chanson pour les gens qui sont loin            | 3:12 |
| 6.    | Un chausson aux pommes                         | 2:14 |
| 7.    | La drogue m'a mis la main d'ssus, j'suis foutu | 2:11 |
| 8.    | Guigui                                         | 4:04 |
| 9.    | Rose                                           | 2:51 |
| 10.   | La Porte de Vanves                             | 2:36 |
| 11.   | Clodo Clodo                                    | 3:18 |
| 12.   | Golden Gate (avec le Golden Gate Quartet)      | 4:32 |
| 13.   | C'est une idée en l'air                        | 1:03 |
| 39:10 |                                                |      |

- "Golden Gate" contient des extraits de "Joshua Fit the Battle of Jericho", enregistré par le Golden Gate Quartet.

## Musiciens
- Basse : Jannick Top
- Batterie : Pierre-Alain Dahan
- Guitares : Claude Engel, Michel Jonasz, Denys Lable, Patrice Tison
- Mellotron et synthétiseurs : Michel Cœuriot, Georges Rodi
- Piano : Gabriel Yared

## Classement
| Classement (1979) | Meilleure place |
| ----------------- | --------------- |
| France (IFOP)     | 9               |